# شیخ لر (ماه‌نشان)
شیخ لر یک روستا در ایران است که در دهستان انگوران واقع شده‌است. شیخ لر ۱۸۸ نفر جمعیت دارد.